# 钱帕蒂亚
钱帕蒂亚（Chanpatia），是印度比哈尔邦Pashchim Champaran县的一个城镇。总人口22029（2001年）。

## 人口
该地2001年总人口22029人，其中男性11445人，女性10584人；0—6岁人口4255人，其中男2115人，女2140人；识字率48.83%，其中男性为57.92%，女性为39.00%。